# Beltrami-identiteten
Beltrami-identiteten er inden for variationsregning en forsimpling af Euler-Lagrange-ligningen.

## Identiteten
For et variationsproblem på formen:
{\displaystyle \delta \int L[y,{\dot {y}},x]dx=0}
hvor
{\displaystyle {\dot {y}}\equiv {\frac {{\text{d}}y}{{\text{d}}x}}}
er den generelle løsning en Euler-Lagrange-ligning:
{\displaystyle {\frac {\partial L}{\partial y}}-{\frac {\text{d}}{{\text{d}}x}}\left({\frac {\partial L}{\partial {\dot {y}}}}\right)=0}
Hvis {\displaystyle L} ikke eksplicit afhænger af {\displaystyle x}, reducerer ligningen til den simplere Beltrami-identitet:
{\displaystyle L-{\dot {y}}{\frac {\partial L}{\partial {\dot {y}}}}=C}
hvor {\displaystyle C} er en konstant.

## Udledning
At {\displaystyle L} ikke eksplicit afhænger af {\displaystyle x}, betyder, at den partielt afledte mht. {\displaystyle x} er 0:
{\displaystyle {\frac {\partial L}{\partial x}}=0}
Den almindelige afledte
{\displaystyle {\frac {{\text{d}}L}{{\text{d}}x}}={\dot {y}}{\frac {\partial L}{\partial y}}+{\ddot {y}}{\frac {\partial L}{\partial {\dot {y}}}}+{\frac {\partial L}{\partial x}}}
er da givet ved:
{\displaystyle {\frac {{\text{d}}L}{{\text{d}}x}}={\dot {y}}{\frac {\partial L}{\partial y}}+{\ddot {y}}{\frac {\partial L}{\partial {\dot {y}}}}}
Dette kan omarrangeres:
{\displaystyle {\dot {y}}{\frac {\partial L}{\partial y}}={\frac {{\text{d}}L}{{\text{d}}x}}-{\ddot {y}}{\frac {\partial L}{\partial {\dot {y}}}}}
Tilsvarende kan Euler-Lagrange-ligningen ganges med {\displaystyle {\dot {y}}}:
{\displaystyle {\dot {y}}{\frac {\partial L}{\partial y}}-{\dot {y}}{\frac {\text{d}}{{\text{d}}x}}\left({\frac {\partial L}{\partial {\dot {y}}}}\right)=0}
Udtrykket for det første led kan indsættes:
{\displaystyle {\frac {{\text{d}}L}{{\text{d}}x}}-{\ddot {y}}{\frac {\partial L}{\partial {\dot {y}}}}-{\dot {y}}{\frac {\text{d}}{{\text{d}}x}}\left({\frac {\partial L}{\partial {\dot {y}}}}\right)=0}
Det er det samme som:
{\displaystyle {\begin{aligned}{\frac {{\text{d}}L}{{\text{d}}x}}-{\frac {\text{d}}{{\text{d}}x}}\left({\dot {y}}{\frac {\partial L}{\partial {\dot {y}}}}\right)&=0\\{\frac {\text{d}}{{\text{d}}x}}\left(L-{\dot {y}}{\frac {\partial L}{\partial {\dot {y}}}}\right)&=0\end{aligned}}}
Siden den afledte er nul, må udtrykket være lig med en konstant {\displaystyle C}:
{\displaystyle L-{\dot {y}}{\frac {\partial L}{\partial {\dot {y}}}}=C}
Dermed er Beltrami-identiteten udledt.

## Anvendelse
Inden for analytisk mekanik i fysik er {\displaystyle L} Lagrangen, mens konstanten er den negative Hamilton {\displaystyle H}:
{\displaystyle H=-C={\dot {y}}{\frac {\partial L}{\partial {\dot {y}}}}-L}
Den afledte Lagrange kaldes for den generaliserede impuls {\displaystyle p}:
{\displaystyle p={\frac {\partial L}{\partial {\dot {y}}}}}
{\displaystyle x} repræsenterer tiden, hvilket vil sige, at Hamiltonen for et system er bevaret, hvis Lagrangen ikke eksplicit afhænger af tiden.